# Пфистер, Джек
Джон Алберт Пфистер (англ. John Albert Pfiester, урождённый Джон Алберт Хейгенбуш (англ. John Albert Hagenbush); 24 мая 1878, Цинциннати, Огайо — 3 сентября 1953, Ловленд, там же) — американский бейсболист, питчер. Выступал в Главной лиге бейсбола с 1903 по 1911 год. Двукратный победитель Мировой серии в составе клуба «Чикаго Кабс».

## Биография
Джон Хейгенбуш родился 24 мая 1878 года в Цинциннати в штате Огайо. Его родители Теодор и Маргарет Хейгенбуш умерли в 1881 году, мальчика воспитывал дядя Фред Пфистер. Он дал ему свою фамилию, хотя официально документы на её изменение были оформлены только в 1950 году. В конце XIX века он работал в кожевенном магазине и играл за полупрофессиональные бейсбольные команды. Осенью 1903 года Пфистера пригласили в клуб Главной лиги бейсбола «Питтсбург Пайрэтс». В дебютном сезоне он проиграл все три матча с пропускаемостью 6,16. В 1904 году его выступление было ещё хуже — показатель ERA по итогам трёх матчей составил 7,20 и Пфистера отправили в фарм-клуб Западной лиги из Омахи. Там он проявил себя с лучшей стороны, за два года выиграв 49 матчей при 22 поражениях.
В 1906 году контракт Пфистера был выкуплен клубом «Чикаго Кабс». В мае того же года он установил рекорд Национальной лиги, сделав 17 страйкаутов в 15 иннингах. Это достижение было побито Уорреном Спаном в 1952 году. По итогам чемпионата Пфистер с пропускаемостью 1,51 стал вторым в Национальной лиге. В Мировой серии, которую «Кабс» проиграли «Чикаго Уайт Сокс», он был стартовым питчером в третьем и пятом матче, потерпев два поражения.
В регулярном чемпионате 1907 года Пфистер одержал четырнадцать побед при шести поражениях, его пропускаемость составила 1,15. Этот результат остаётся одним из самых низких в истории профессионального бейсбола. В выигранной Мировой серии он выходил на поле во втором матче, закончившемся со счётом 3:1 в пользу «Кабс». Сезон 1908 года Пфистер завершил с двенадцатью победами и десятью поражениями при показателе пропускаемости 2,00. Благодаря удачным выступлениям в матчах против «Нью-Йорк Джайентс» он заработал прозвище «Убийца Гигантов». По ходу чемпионата он получил вывих плеча и эта травма сказалась на его игре осенью. В матче за выход в Мировую серию против «Джайентс» Пфистер смог провести на поле только один иннинг. В решающей серии с «Детройтом» он вышел в третьем матче и потерпел поражение, пропустив десять хитов и восемь ранов в восьми иннингах. Для «Кабс» это поражение стало единственным в Мировой серии 1908 года.
Последним успешным в его карьере стал сезон 1909 года. Пфистер одержал семнадцать побед при шести поражениях и пропускаемости 2,43. В следующем чемпионате он смог сыграть только в четырнадцати матчах, но принял участие в Мировой серии, которую «Кабс» проиграли «Филадельфии Атлетикс». В 1911 году, последнем в Главной лиге бейсбола, Пфистер провёл всего шесть матчей с показателем ERA 4,01. Клуб вывел его из состава и концовку сезона питчер провёл в «Луисвилл Колонелс». В 1912 году «Кабс» намеревались обменять его, но Пфистер объявил о завершении карьеры. Спустя четыре года он вернулся на поле и провёл несколько игр в составе «Су-Сити Индианс», ставших его последней командой.
После завершения карьеры Пфистер с супругой проживали в деревне близ города Ловленд в штате Огайо. У них был один сын, Джон Алберт—младший. Скончался Джек Пфистер 3 сентября 1953 года в возрасте 75 лет.